# Corallimorpharia
Los coralimorfarios (Corallimorpharia) son un orden de cnidarios, subclase Hexacorallia, emparentados con las anémonas de mar y los corales duros del orden Scleractinia.
Comúnmente referidos como falsos corales, poseen la misma estructura interna que los corales del orden Scleractinia, pero sin sus característicos largos tentáculos predadores. En los Corallimorpharia los tentáculos se han reducido a granos o protuberancias rechonchas y no son retráctiles.
Son animales exclusivamente marinos, cuyo área de distribución abarca principalmente las zonas tropicales del mundo.

## Familias
El Registro Mundial de Especies Marinas (WoRMS) enumera las siguientes familias incluidas en el orden Corallimorpharia:
- Actinodiscidae
- Corallimorphia incertae sedis
- Corallimorphidae. Hertwig, 1882
- Discosomatidae. Duchassaing de Fonbressin & Michelotti, 1864
- Discosomidae. Verrill, 1869
- Ricordeidae.  Watzl, 1922
- Sideractiidae

## Galería

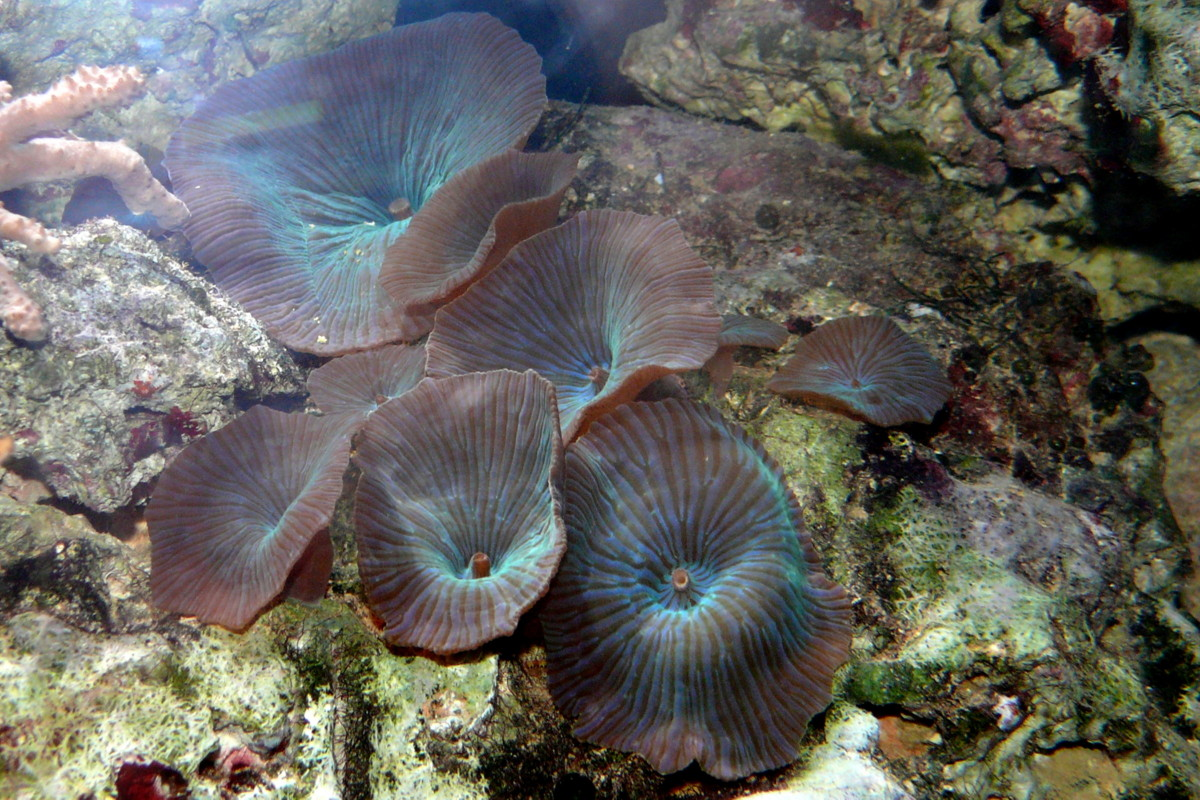
Discosoma sp.,                                                                                familia Actinodiscidae.
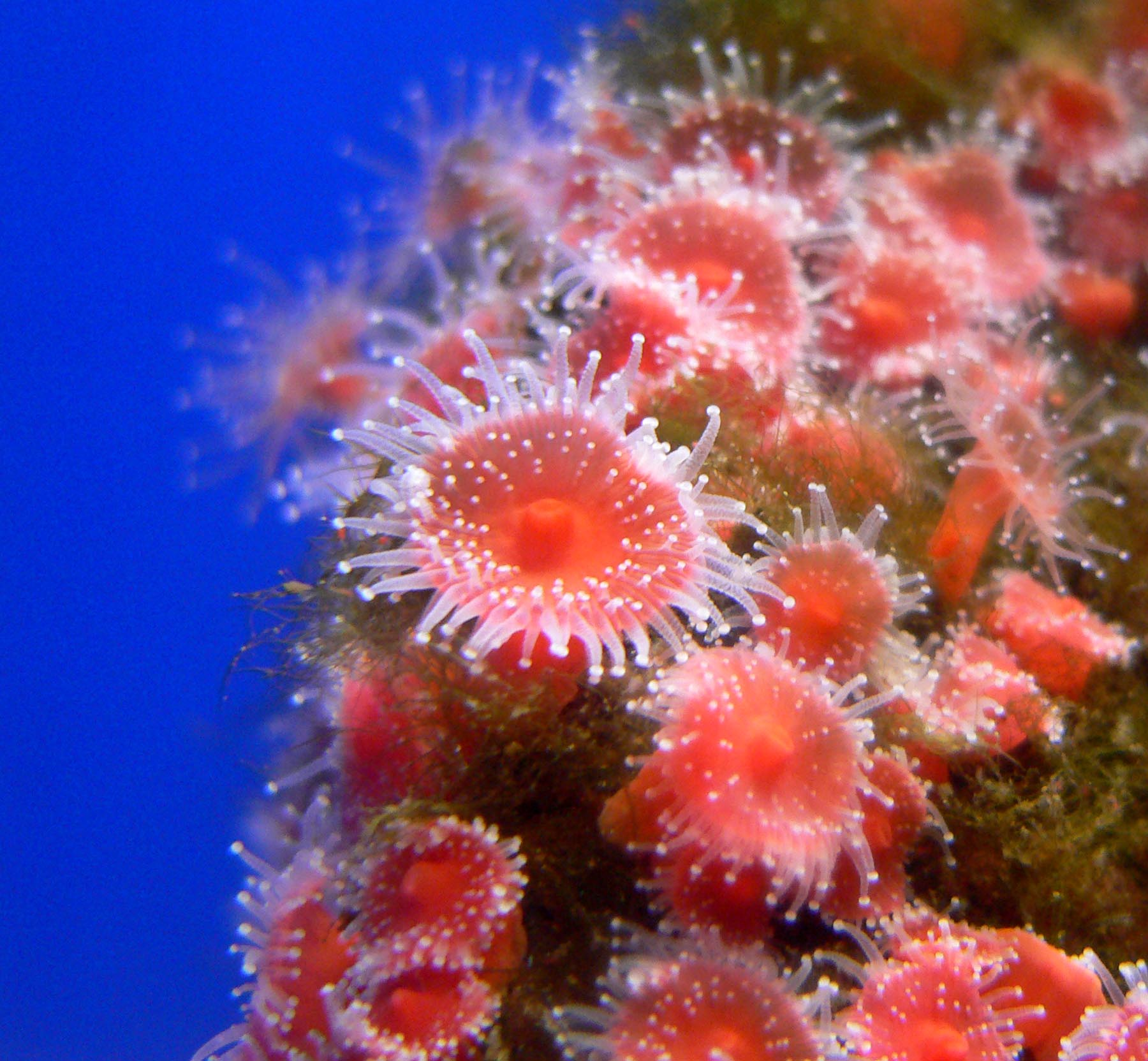
Corynactis californica,  familia Corallimorphidae.
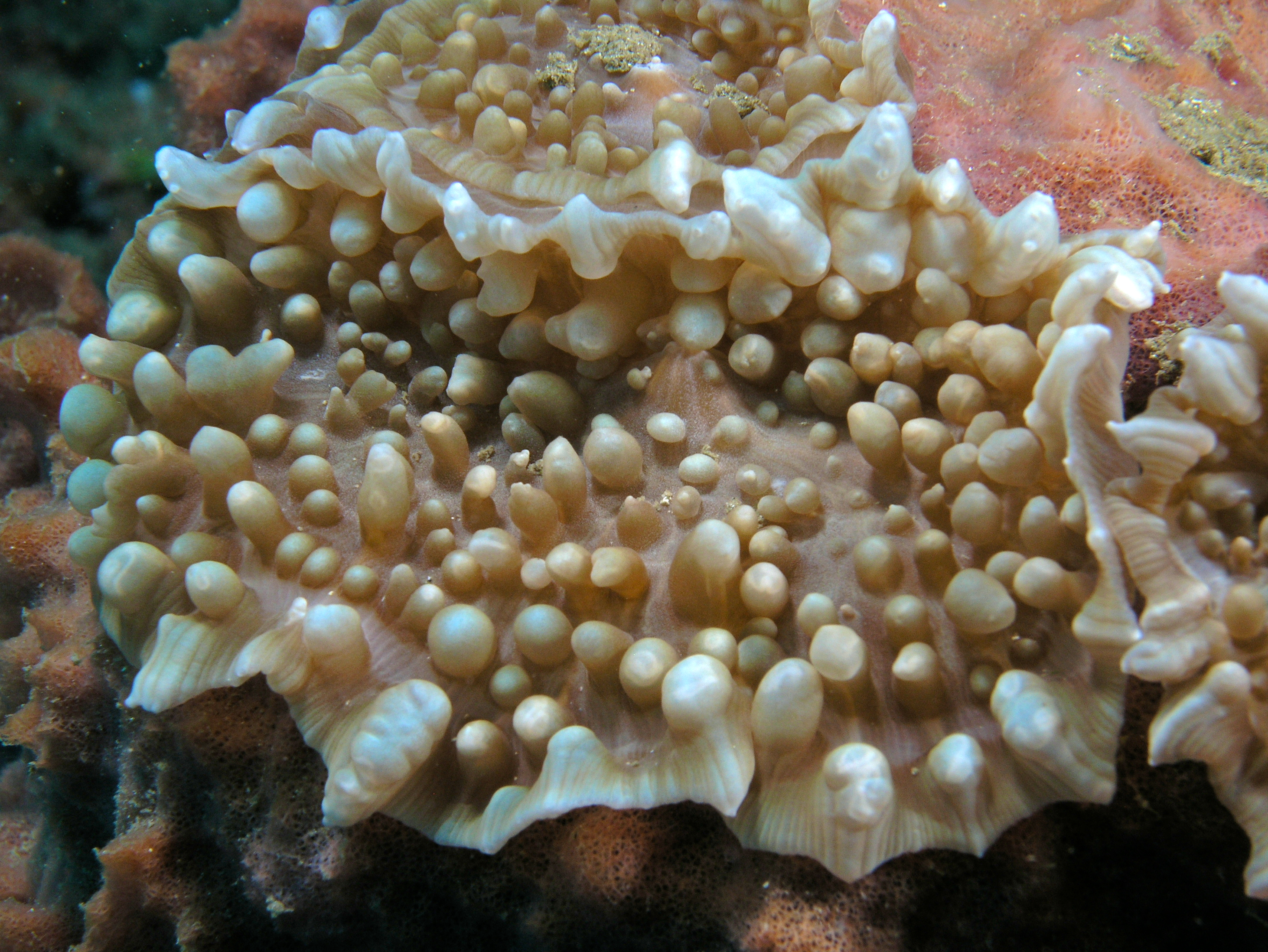
Amplexidiscus fenestrafer, familia Discosomatidae.
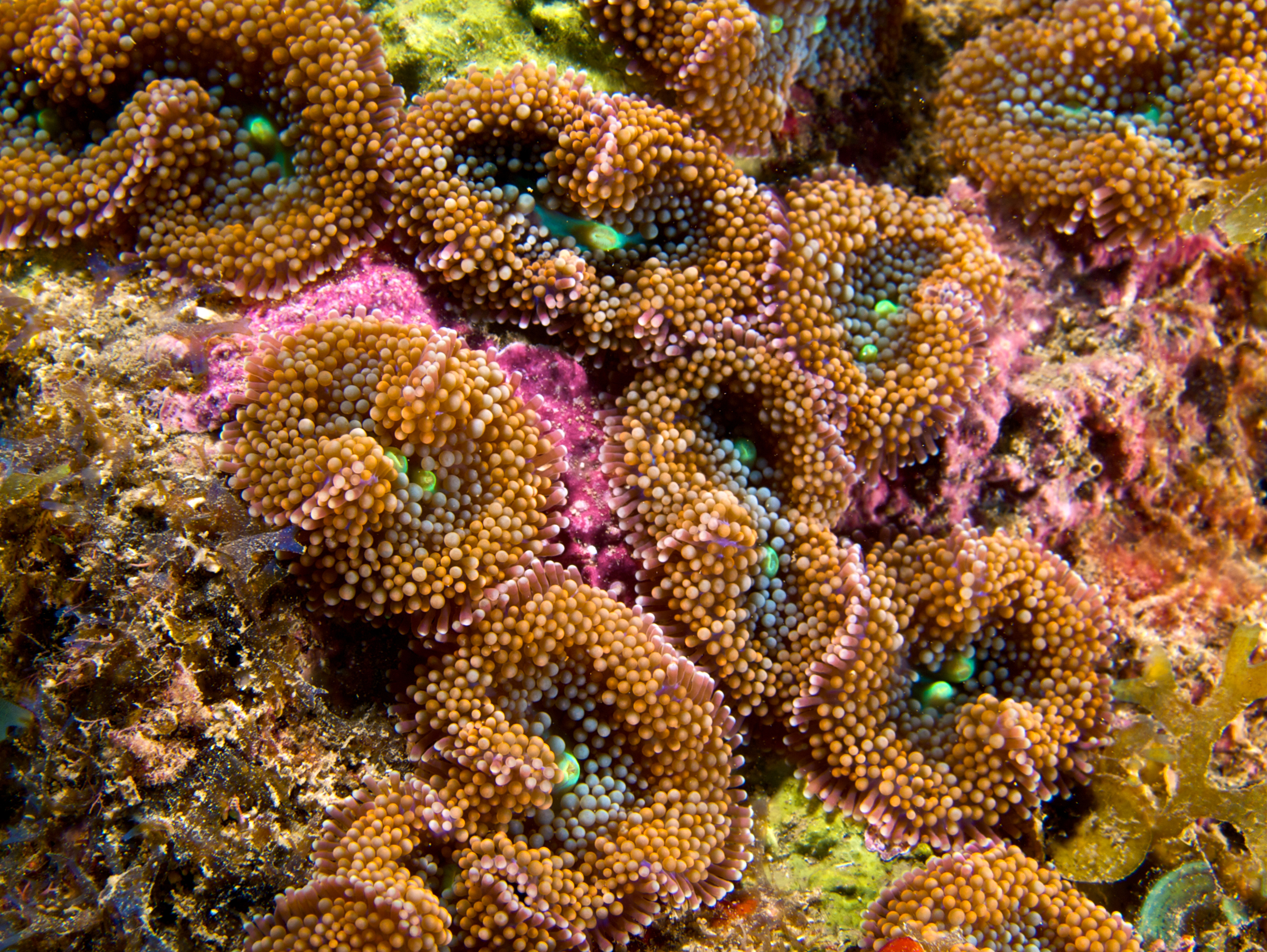
Ricordea florida,                                          familia Ricordeidae.